# 戴维·泰勒
戴维·泰勒（英語：David Taylor，1990年12月5日—），美国男子摔跤运动员。他曾代表美国参加2020年夏季奥林匹克运动会摔跤比赛，获得男子自由式86公斤级金牌。他也曾参加2013年夏季世界大学生运动会。